# Maníaco de Mogi das Cruzes
O caso do Maníaco de Mogi das Cruzes refere-se ao assassino em série Jonathan Lopes de Santana. Ele foi preso em 2014, aos 23 anos de idade, após matar seis pessoas. Segundo ele, fazia parte de uma "seita satânica" e precisava matar 31 pessoas, devido ao pacto que fez.O caso entrou na lista do O Estado de S. Paulo (2014) e da revista Veja (2014) ao lado de outros crimes que "chocaram" o Brasil.